# ヴィクトル・ガブリエウ・モウラ・ジ・オリヴェイラ
ヴィチーニョ（Vitinho）ことヴィクトル・ガブリエウ・モウラ・ジ・オリヴェイラ（ポルトガル語: Victor Gabriel Moura de Oliveira、2000年1月4日 - ）は、ブラジルのサッカー選手。ポジションはMF。

## クラブ歴
2005年にSCコリンチャンス・パウリスタの下部組織に加入。2021年3月14日にカンピオナート・パウリスタでルアンに代わって途中投入され選手初出場を記録した。

## 代表歴
U-17代表として2017 南米U-17選手権、2017 FIFA U-17ワールドカップに出場した。